# Neudörflein
Neudörflein ist ein Gemeindeteil der Gemeinde Konradsreuth im Landkreis Hof (Oberfranken, Bayern). Neudörflein liegt in der Gemarkung Konradsreuth.

## Geografie
Der Dorf bildet mittlerweile eine geschlossene Siedlung mit Konradsreuth. Diese liegt an einem namen linken Zufluss der Ölsnitz, die einige, größere Weiher speist.

## Geschichte
Von 1797 bis 1810 unterstand Eckardsreuth dem Justiz- und Kammeramt Hof. Infolge des Ersten Gemeindeedikts wurde Neudörflein dem 1812 gebildeten Steuerdistrikt Konradsreuth und der zugleich entstandenen Ruralgemeinde Konradsreuth zugewiesen.

### Einwohnerentwicklung
| Jahr      | 1861  | 1871  | 1885  | 1900   | 1925   | 1950   | 1961   | 1970   | 1987  |
| Einwohner | 152   | 157   | 188   | 136    | 115    | 207    | 129    | 117    | 104   |
| Häuser    |       |       | 24    | 23     | 23     | 31     | 23     |        | 34    |
| Quelle    | [ 7 ] | [ 8 ] | [ 9 ] | [ 10 ] | [ 11 ] | [ 12 ] | [ 13 ] | [ 14 ] | [ 1 ] |

## Religion
Neudörflein ist evangelisch-lutherisch geprägt und bis heute nach Konradsreuth gepfarrt.